# ميرة الزعابي
ميرة الزعابي (1 أغسطس 1993) هي كاتبة إماراتية ولدت في دولة الإمارات العربية المتحدة. تتناول كتاباتها مجالات الأدب، الاجتماع، والرواية. تكتب مقالات تحليلية أو أخبارية، غالبًا في الشؤون السياسية أو الاجتماعية في الإمارات والعالم العربي.

## أعمالها
أول أعمالها، في 1 يناير 2015، نشرت كتاب "الزاوية 361" من دار Platinum Book (الكويت) عدد الصفحات: حوالي 151 صفحة.
التقييم وردود الأفعال:
قارئون يربطون بين عنوان الكتاب ومعناه المجازي (الزاوية التي تتجاوز 360 درجة)، وتقول السيرة إن الكتاب يدعو إلى النظر إلى الأمور من زاوية مختلفة يعكس تفكير المؤلفة.
ثم في عام 2017 نشرت "حلم ورفعت الجلسة"، وهي رواية من دار دريم بوك للنشر والتوزيع بالكويت، وتتألف من حوالي 276 صفحة. تتناول الحلم والصراع الداخلي لبطلتها، حيث تتداخل الماضي والواقع والخيال، وتطرح تساؤلات حول الإرادة وهواجس النفس وتأثيرها على اختيارات الإنسان.
التقييم وردود الأفعال:
إشادة بأسلوبها السردي وشدّ القارئ. آخرون وجدوا الأحداث بطيئة أو مكررة.
نمط كتابتها: يُظهر الموقع أنها تُغطي مواضيع مثل:
- السياسة الخليجية.
- القضايا الاقتصادية أو الأمنية.
- أحداث إقليمية بارزة.